# バッルーリーヤ
バッルーリーヤ（アラビア語: بلورية、バッルーリーエとも、英語: ballorieh、ballourieh、bellawrieh、belloria、ベローリア）は、ピスタチオのフィリングをクーナファ生地で挟み、白く仕上げたシリアのアレッポ発祥と考えられている中東の菓子（ペイストリー）である。主にバクラヴァに分類されるが、クナーファに分類されることもある。ミルクホワイト色の生地に挟まれた、鮮やかなエメラルド色のピスタチオのフィリングの色合いとそのコントラストが美しく、「全てのクナーファの女王」とも呼ばれる。

## 概要
バッルーリーヤは、砂糖で和えたピスタチオのフィリングを、サムナとクーナファ生地で層状に上下で挟み、焼き色を付けないよう片面それぞれ3分から5分という極短時間で軽く熱を加え、ローズウォーター入りのアタール（シロップ）を含ませることによって仕上げられる。
焼き立ての熱いうちに冷たいアタールかけ、焼いた生地のパリッとした状態を保とうとするその他の多くの中東の焼き菓子と違い、バッルーリーヤの場合熱調理の直後に熱いアタールをかけ、生地をモチっとした状態に仕上げる。
また伝統的なクナーファ生地は小麦粉と水だけで作られるが、バッルーリーヤに使用するものはデンプンも加えられる。
バッルーリーヤはその他のさまざまなバクラヴァと盛り合わせとして提供されることが多いが、ほとんどが黄金色のかかった茶から濃い茶系統の色合いのバクラヴァ類のなかで、アタールを含んで白く艶やかに輝くバッルーリーヤは目を引く存在で、名誉ある客人のもてなしに用いられることが多い。
発祥の地と考えられているシリアはもちろんのこと、レバノン、パレスチナ、ヨルダン、サウジアラビアで特に人気が高い。

## 名称
アラビア語のبلوريةは、水晶や結晶という意味を持ち、レバノン方言やパレスチナ方言で輝くまたは柔らかな光を放つ様子を表す。
また、ホワイト・クナーファや、前述の「全てのクナーファの女王」といった別称が付けられている。